# جامعه هیئت‌های تبلیغی کلیسا
جامعه هیئت‌های تبلیغی کلیسا (سی.ام.اس) (به انگلیسی: Church Mission Society (CMS))  یک جامعه هیئت‌های تبلیغی مسیحی بریتانیایی است که با مسیحیان جهان کار می‌کند. این سازمان در سال ۱۷۹۹ (میلادی)  تاسیس شده است. سی.ام.اس بیش از نه هزار زن و مرد را برای خدمت به عنوان یاران هیئت‌های تبلیغی در طول تاریخ ۲۰۰ساله خود دعوت کرده است. این جامعه نام خود، سی.ام.اس را به تعدادی از سازمان‌های زیرمجموعه خود در سراسر دنیا شامل استرالیا و نیوزیلند داده که در حال حاضر مستقل شده‌اند.